# مارکت نوردهایم
مارکت نوردهایم (به آلمانی: Markt Nordheim) یک شهر در آلمان است که در نوی‌شتات واقع شده‌است. مارکت نوردهایم ۱٬۱۵۸ نفر جمعیت دارد.